# Три тачке (ТВ филм)
„Три тачке” је југословенски ТВ филм из 1971. године. Режирао га је Петар Теслић а сценарио је написао Алија Хафизовић

## Улоге
| Глумац               | Улога |
| -------------------- | ----- |
| Ана Ђорђевић         |       |
| Свјетлана Кнежевић   |       |
| Зијах Соколовић      |       |
| Жарко Мијатовић      |       |
| Слободан Велимировић |       |
| Драган Шаковић       |       |